# Dobrzyca (Wałcz)
Pour les articles homonymes, voir Dobrzyca.
Dobrzyca est un village de Pologne, situé dans la gmina de Wałcz, dans le powiat de Wałcz, dans la voïvodie de Poméranie occidentale. Son identifiant SIMC (en) est 0531424.